# Iglesia de Nuestra Señora de Santa Ana (Iztacalco)

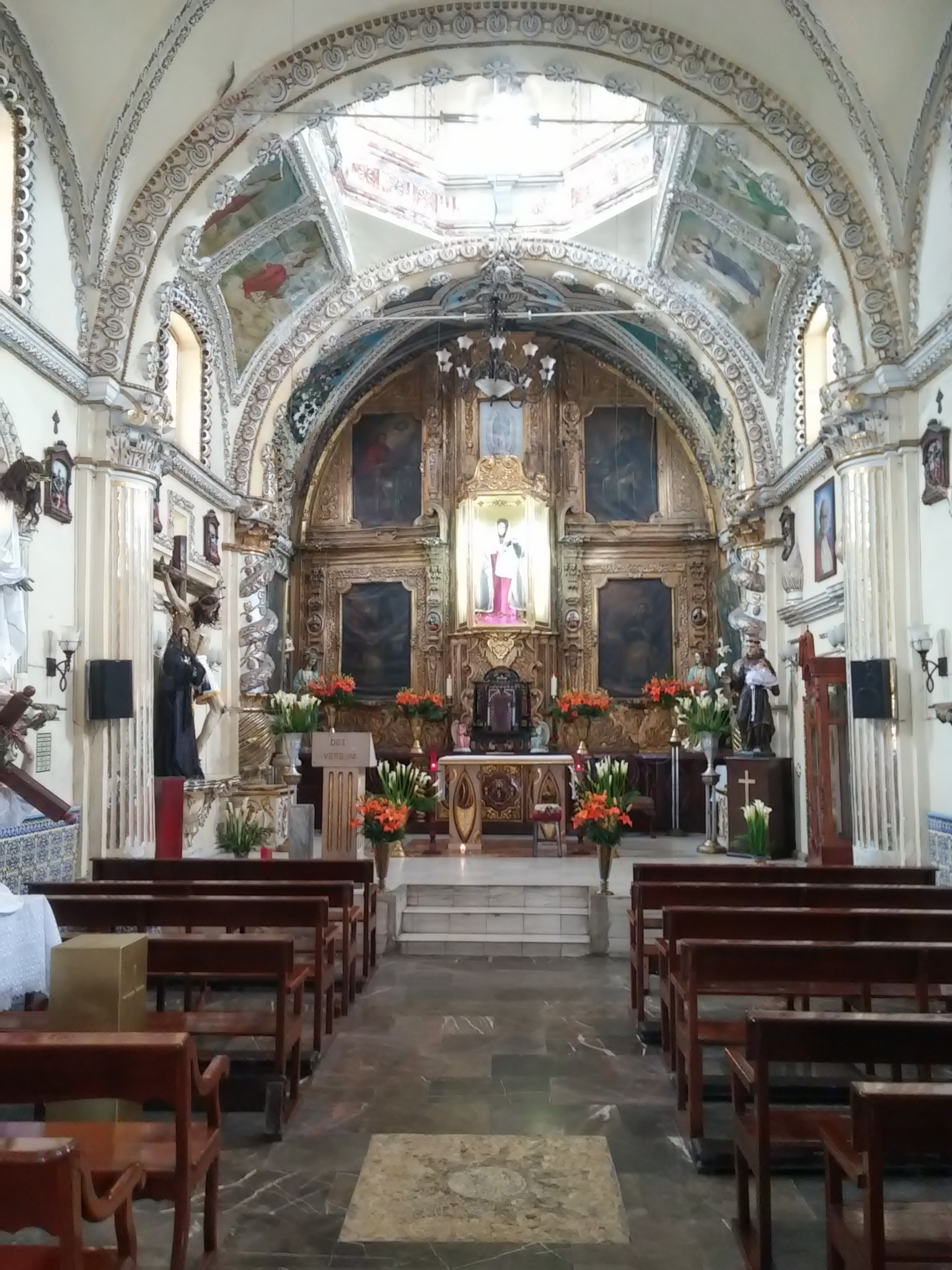
Interior de la Iglesia.

La Iglesia de Nuestra Señora de Santa Ana es un templo ubicado en el barrio de Santa Anita Zacatlamanco en la  Alcaldía Iztacalco de la Ciudad de México y fue construido a mediados del siglo XVIII. Su fiesta patronal se celebra el 26 de julio. Se caracteriza por albergar la mayor cantidad de obras de arte de entre los templos de la demarcación, así como por su fachada de estilo Churrigueresco, que es una de las pocas que pueden encontrarse en la ciudad, fuera del Centro Histórico.

## Historia
Según el códice Xólotl, Iztacalco, Zacatlamanco y Mixiuhca fueron los últimos lugares que tocó la peregrinación de los aztecas en busca de la señal de su dios Huitzilopochtli. A la llegada de los españoles, Zacatlamanco era un pequeño asentamiento indígena ubicado en un islote y rodeado de chimampas. Después de la conquista de México los franciscanos establecieron en ese lugar una capilla de visita dedicada a Santa Ana de Nazaret. No se sabe con exactitud su fecha de fundación, sin embargo la capilla aparece en el códice Santa Anita Zacatlamanco, fechado en 1554. En el códice aparece el virrey  Antonio de Mendoza junto con los representantes de la parcialidad de  San Juan Tenochtitlan -a cuya jurisdicción estuvo sujeto el pueblo de Santa Anita hasta la independencia de México- quienes lo reconocen como pueblo y le dan a sus habitantes los derechos de posesión de sus tierras.
La capilla de Santa Anita funcionó como capilla de visita de la parroquia de San José de los Naturales hasta 1771, año en que el Arzobispo Lorenzana realizó una reforma parroquial, y como parte de esta, la parroquia de San José de los naturales fue suprimida y sus vicarías -a las cuales pertenecía la capilla de Santa Anita, pasaron al nuevo curato de San Matías Ixtacalco.

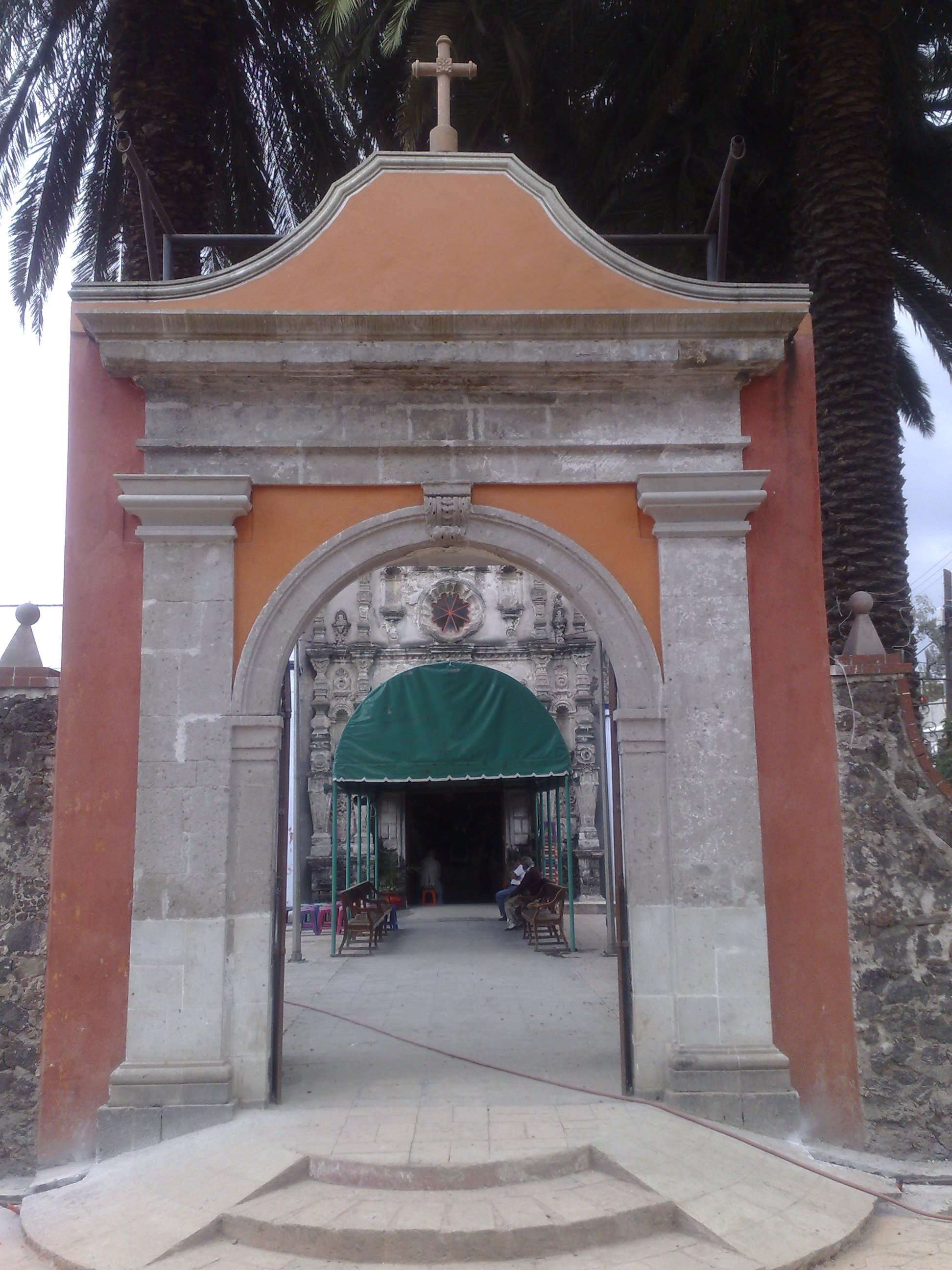
Entrada al atrio.

La capilla fue reconstruida en 1777 de esta reconstrucción data su magnífica fachada de estilo Churrigueresco, así como su retablo dorado.

## Descripción del templo
La fachada churrigueresca es de dos cuerpos, en el primero, la entrada está enmarcada por un arco de medio punto decorado con almohadillado y está flanqueada por dos estípites, sobre el arco se encuentra un elaborado diseño en argamasa, que representa a dos querubines sosteniendo una custodia, este diseño está enmarcado por una moldura mixtilínea. En el segundo cuerpo se aprecia una ventana coral que parece imitar un rosetón, que está rodeada por tres nichos vacíos y flanqueada por dos pares de estípites.

## Patrimonio
En materia de monumentos históricos muebles, la Iglesia de Santa Anita cuenta con cuarenta y nueve elementos catalogados entre relieves, pinturas y esculturas.

### Retablo
Data del siglo XVIII y está elaborado de madera dorada, está presidido por una escultura de Santa Ana de Nazaret, que data del siglo XVI y está elaborada con la técnica de pasta de caña de maíz; sobre esta se encuentra una pintura que representa a la nuestra señora de Guadalupe. En el retablo aparecen representados en cuatro  óleos anónimos del siglo XVII, de los doctores de la iglesia del rito latino: Gregorio Magno, Agustín de Hipona, Jerónimo de Estridón y Ambrosio de Milán. El retablo cuenta con seis relieves ubicados en los cubos de los estípites, aparecen representados los cuatro evangelistas, y los arcángeles Gabriel y Rafael., En el remate del retablo aparece un relieve que representa al padre eterno.
También es de gran importancia el Sagrario, que está elaborado con la técnica del taraceado y es único en México

### Pinturas
En cuanto a la pintura, la iglesia cuenta con 8 pinturas catalogadas como monumento histórico mueble, todas anónimas y de técnica de Pintura al óleo sobre tela. En el coro bajo se encuentra una pintura que representa a nuestra señora de Guadalupe, que data del siglo XVIII. En la oficina parroquial se encuentran las pinturas de Nicolas de Tolentino y de Jerónimo de Estridón que datan siglo XVIII. En la sacristía se encuentra una pintura del siglo XVII, tres del siglo XVIII y una del siglo XIX. Del siglo XVII data la representación de José de Nazaret, considerada una de las mejores de Iztacalco; del siglo XVIII datan las pinturas de Andrés el Apóstol, la santísima trinidad y Bárbara de Nicomedia quien aparece junto a un personaje arrodillado, que posiblemente sea el donante de la obra. De estas pinturas destaca la santísima trinidad por su gran calidad. Del siglo XIX data la fundación de la capilla de Santa Anita que sobresale de todas las obras del templo por su iconografía y su temática.

### Esculturas
En cuanto a la escultura, la iglesia cuenta con 13 esculturas catalogadas como monumento histórico mueble, todas de manufactura anónima, de las cuales fueron talladas en madera y dos fueron elaboradas con la técnica de pasta de caña de maíz. En la nave de la iglesia se encuentran un niño Jesús del siglo XIX vestido de médico que goza de gran devoción entre los vecinos, una escultura de san Antonio de Padua del siglo XVIII y un valioso ecce homo de pasta de caña de maíz del siglo XVIII;. En el presbiterio se encuentran una virgen dolorosa del siglo XVIII y un cristo crucificado del siglo XVI elaborado con pasta de caña de maíz, la cruz que lo soporta es del siglo XVIII y está trabajada en taraceado;.
En la oficina parroquial se encuentra una escultura de Antonio de Padua del siglo XVIII con ojos de cristal, una escultura del mismo siglo que representa al buen ladrón, una del siglo XIX del mal ladrón y una escultura que representa a Jesús de Nazaret meditando, también del siglo XVIII.
En la sacristía se encuentran dos representaciones de Cristo crucificado elaboradas en el siglo XVIII y una escultura del mismo siglo que representa a Jesús de Nazaret entrando a Jerusalén montando un burro, el cual a su vez data del siglo XIX.
Las catorce estaciones del Viacrucis, datan del siglo XIX.